# Петёнкин, Василий Никифорович
Васи́лий Ники́форович Петёнкин (1783, Санкт-Петербург — 1850, Воткинский завод, Вятская губерния) — российский архитектор, автор генплана Воткинска. Является ведущим представителем архитектуры русского классицизма на Урале в первой половине XIX века.

## Биография
Родился в 1783 году в Санкт-Петербурге в семье вольноотпущенного. В 1796 году в возрасте 9 лет начал учиться в землемерском училище. В 1802 году перешёл на учёбу в чертёжную флота в Адмиралтействе. С 1803 года учился у главного архитектора Адмиралтейства Ч. Камерона, с 1805 года — у его преемника А. Д. Захарова. Также был вольнослушателем Императорской Академии художеств.
В декабре 1811 года переехал на Урал, где работал архитектором на Гороблагодатских заводах. К заслугам Петёнкина на этом посту относят составление сметы на постройку каменной церкви Верхнебаранчинского завода в 1819 году, а также сметы на реконструкцию всех Гороблагодатских заводов совместно с мастером Ропером в 1820 году. В январе 1822 года Петёнкин был назначен главным архитектором Воткинского завода, где работал до конца жизни. По проектам Петёнкина была осуществлена реконструкция Воткинского завода, начавшаяся в 1828 году. Все заводские корпуса были перестроены с деревянных на каменные, дополнительно были сооружены несколько гражданских зданий. Вновь построенная Николаевская фабрика использовалась также в качестве дозорной башни и пожарной каланчи.
В 1826 году под руководством Петёнкина был реконструирован дом горного начальника И. П. Чайковского (ныне Музей-усадьба П. И. Чайковского). В 1827 году Петёнкин построил Благовещенский собор (по проекту А. И. Постникова). В 1839 году по проекту Петёнкина к собору была пристроена колокольня. В этом же году он построил в Воткинске церковь Преображения Господня.
В 1836 году Петёнкин составил генеральный план Воткинска. По его проекту были построены комплекс зданий госпиталя, конюшни, склады, церковь и другие здания. Также была реконструирована заводская плотина. Для проектирования главного заводского здания были использованы мотивы Петербургской архитектуры того времени. Корпуса госпиталя (не сохранился) были расположены на возвышении на берегу пруда. В архитектурном решении зданий Петёнкин использовал простой дорический ордер, ставший популярным среди уральских архитекторов.
Василий Никифорович считается ведущим представителем архитектуры русского классицизма на Урале в первой половине XIX века.
Скончался в посёлке Воткинского завода в 1850 году.

## Галерея

Колокольня Основные работы В. Н. Петёнкина
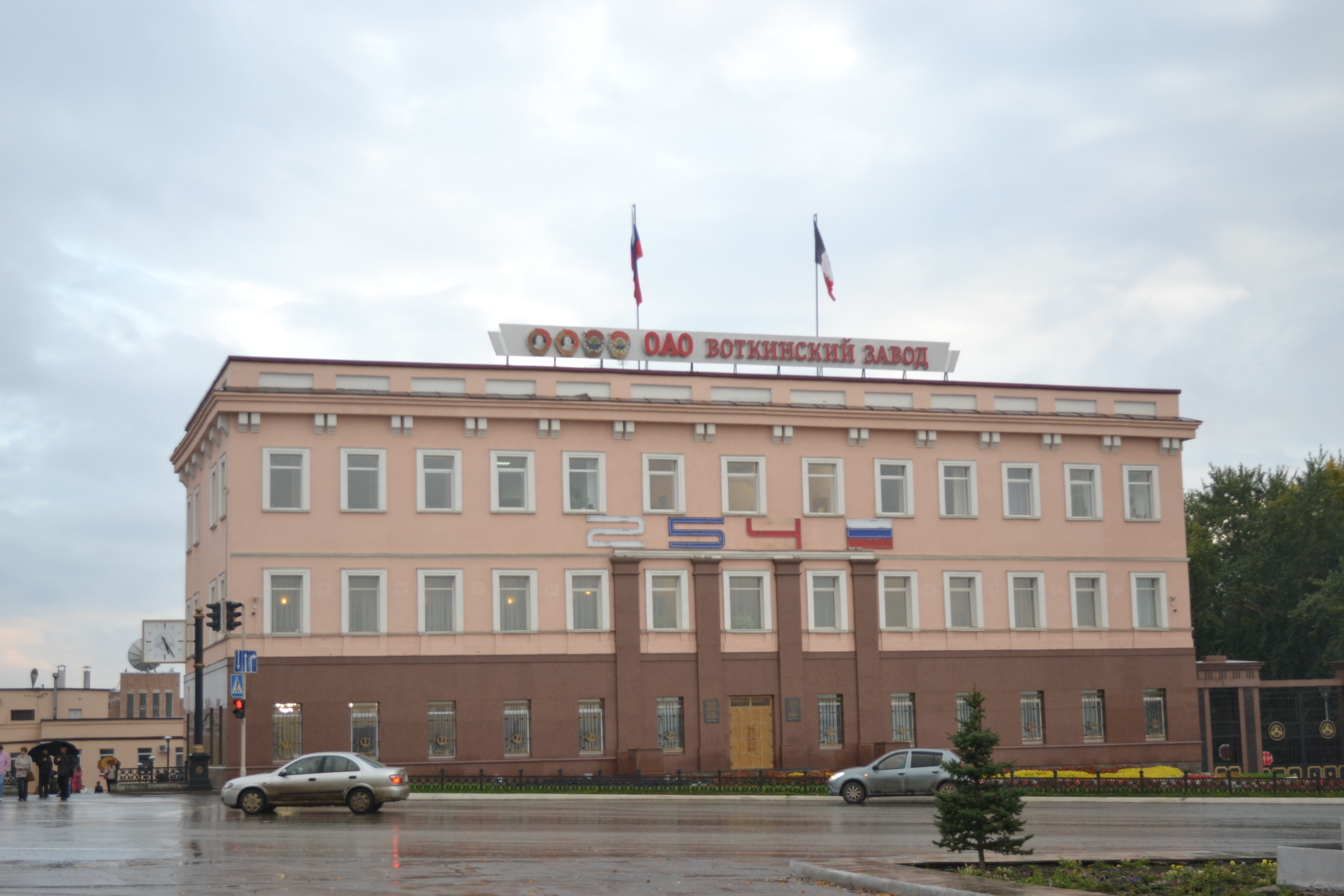
Здание заводоуправления Воткинского завода
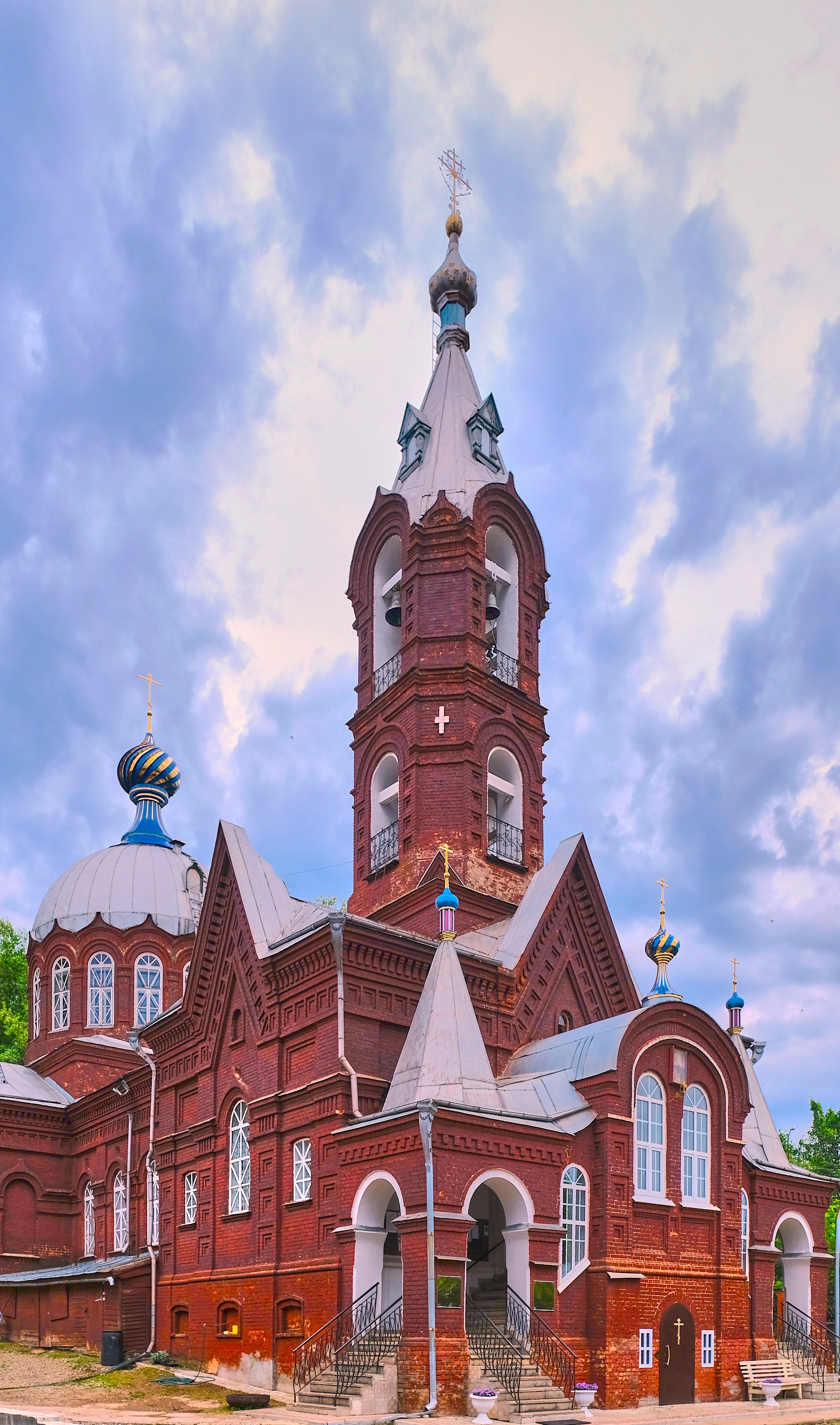
Преображенская церковь (выстроена на месте прежнего храма, спроектированного Петёнкиным)
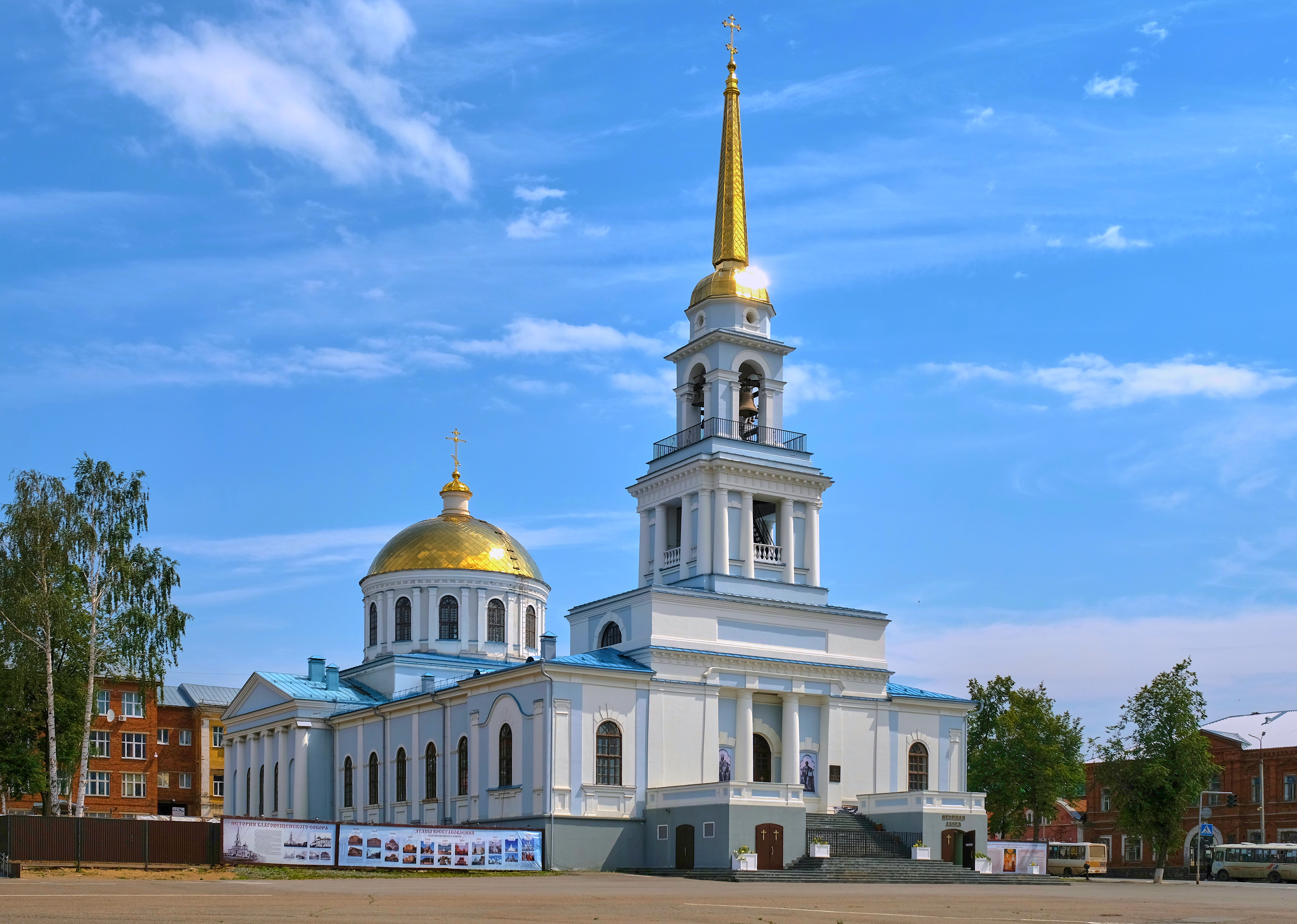
Колокольня Благовещенского собора